# Kevin Thiele
Pour les articles homonymes, voir Thiele.
Kevin R. Thiele est un conservateur du Western Australian Herbarium. Il étudie la systématique des plantes de la famille des Proteaceae, Rhamnaceae et Violaceae, ainsi que l'écologie de la conservation des écosystèmes boisés. Il s'intéresse également aux application de l'informatique à la biologie, et a participé au développement d'un logiciel pour la Global Biodiversity Infrastructure Facility.
Il obtient son doctorat à l'Université de Melbourne en 1993, et a depuis publié divers articles, notamment sur les Rhamnaceae dans la Flora of Australia, et, avec Pauline Ladiges, a taxonomic arrangement of Banksia. En 2007 il travaille avec Austin Mast pour transférer la série Dryandra vers le genre Banksia.